# 乙酰丙酸镁
乙酰丙酸镁（英語：Magnesium levulinate），即乙酰丙酸的镁盐，是一种矿物补充剂。
研究发现，在含有乙酰丙酸镁的固体分散体中添加聚乙烯吡咯烷酮（PVP）和磷脂酰胆碱45（PC45）可显著影响镁离子从制剂中吸收的速率。

## 制备
将含有乙酰丙酸镁的溶液蒸发，直到达到稠糊状。将其放在真空干燥器中，加入硫酸放置约四天，此时它变成固体，在此期间偶尔搅拌或压碎。然后将其在玻璃研缽中粉碎，并立即将粉末置于真空干燥器中再放置两天。此时粉末非常具有吸濕性。然后将粉末溶解在极少量的无水甲醇中，并将溶液在大量无水乙醚中搅拌。油性物质在搅拌下凝固。将其过滤出来，用无水乙醚洗涤并在真空干燥器中干燥，获得乙酰丙酸镁白色粉末。

## 其他用途
乙酰丙酸镁在温度高于-6.7℃时可作为除冰劑。